# Chèo bẻo bờm
Chèo bẻo bờm, tên khoa học Dicrurus hottentottus, là một loài chim trong họ Dicruridae.
Đây là loài bản địa Bangladesh, Ấn Độ và Bhutan qua Đông Dương đến Trung Quốc, Indonesia và Brunei (BirdLife International 2008).

## Hình ảnh

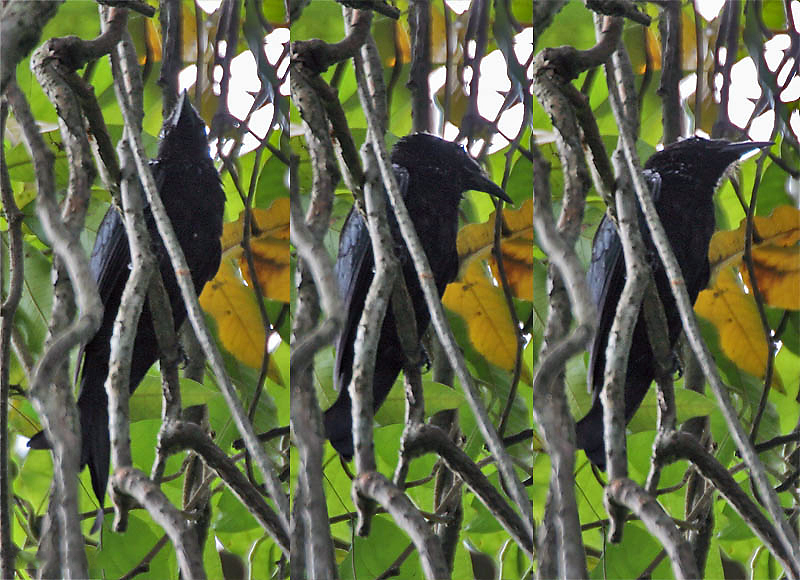
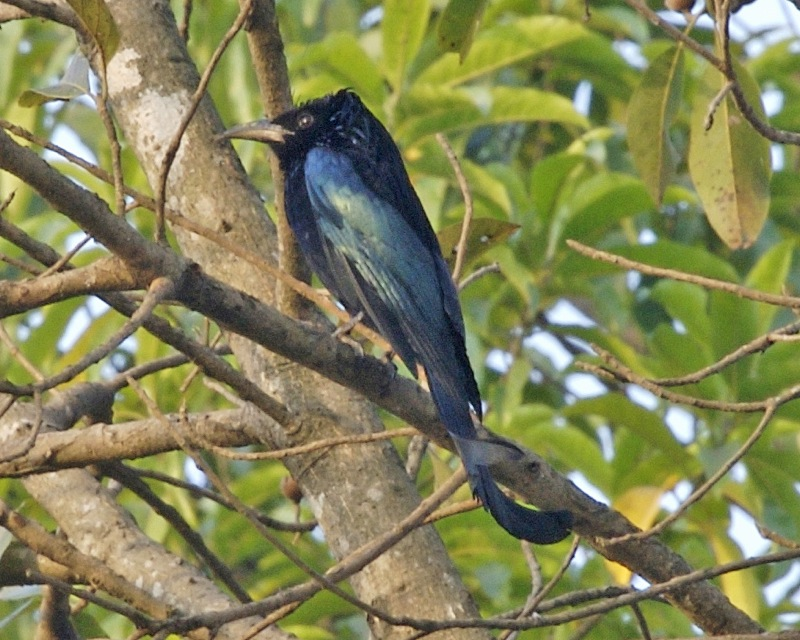